# Castillo de Chinchilla de Montearagón
El castillo de Chinchilla de Montearagón es una fortaleza española reconstruida en el siglo XV localizada sobre el cerro de San Blas en la ciudad albaceteña de Chinchilla de Montearagón, a 11,5 km de la capital. 
El castillo se encuentra en uno de los lugares más estratégicos de España y una de las ciudades más pobladas de la época y, dada su cercanía, es visible desde la capital albaceteña. 
Está declarado Bien de Interés Cultural (fue declarado Monumento histórico-artístico perteneciente al Tesoro Artístico Nacional mediante decreto de 3 de junio de 1931).

## Características

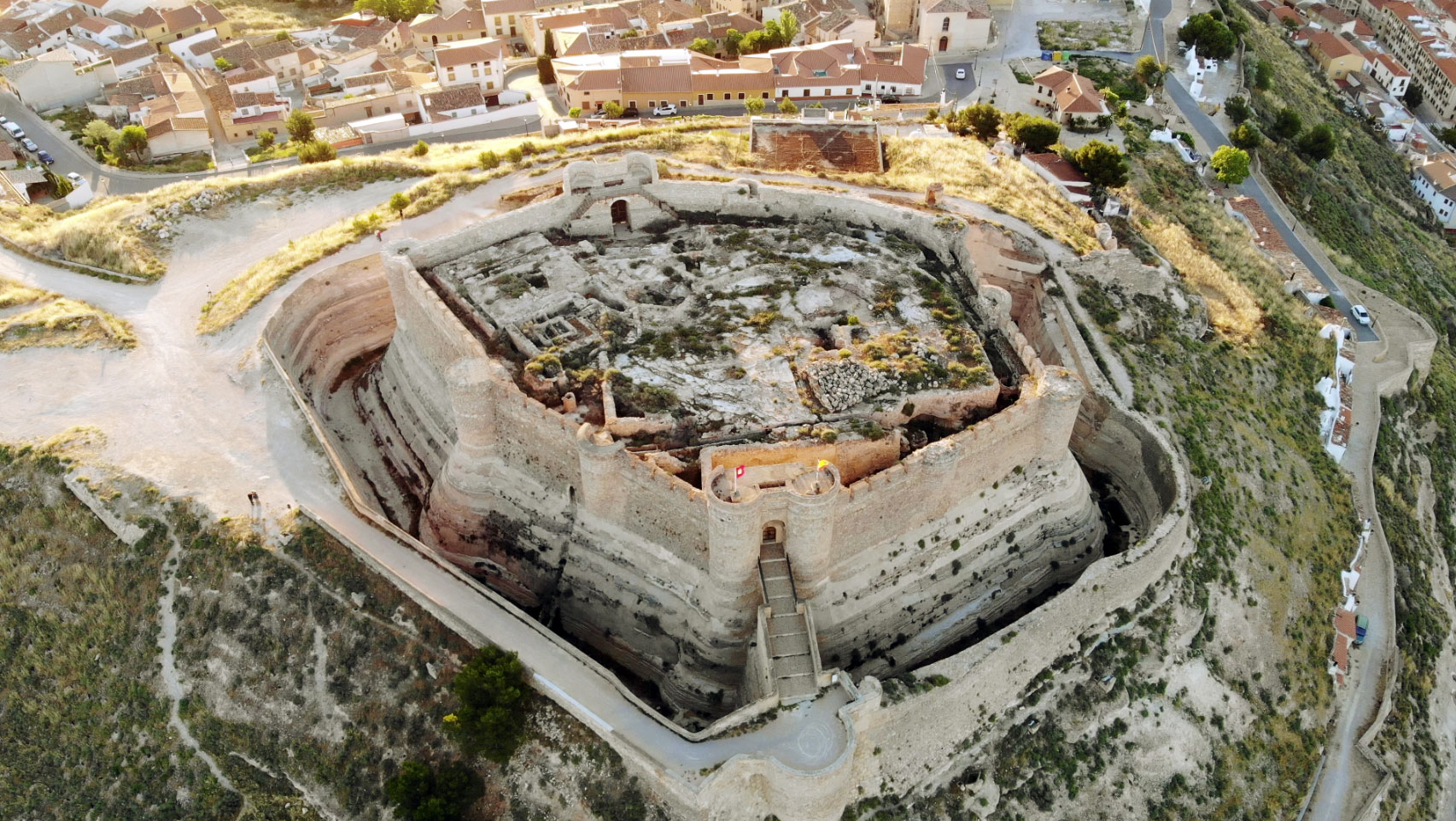
Vista aérea del castillo de Chinchilla

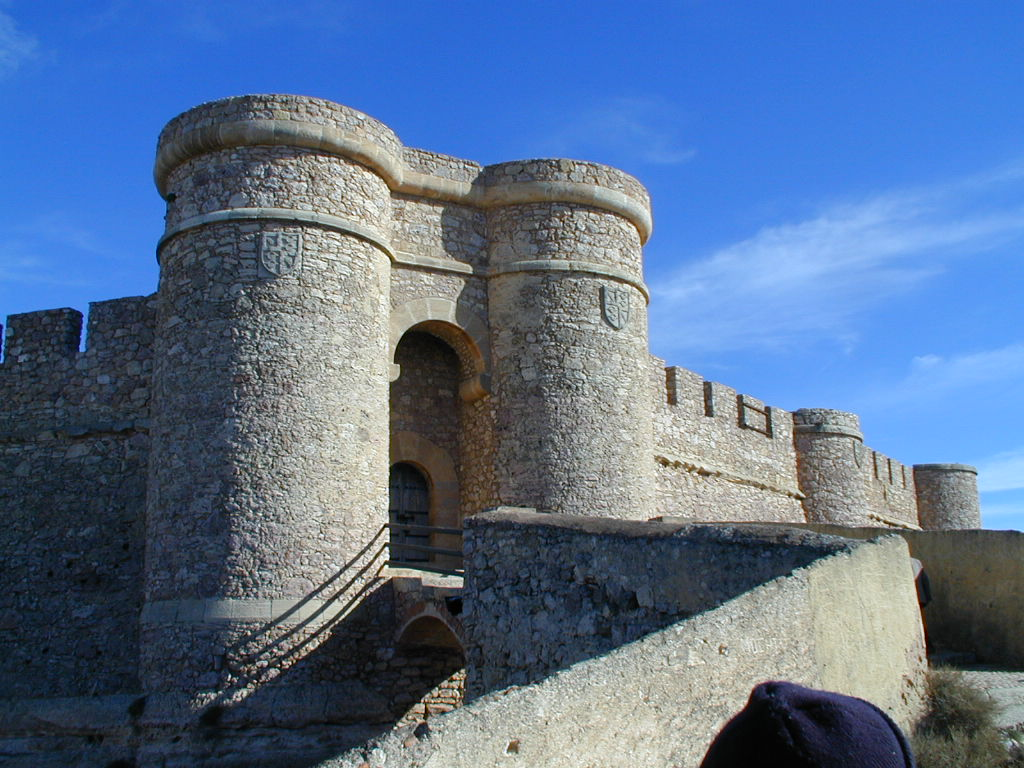
Una de las entradas de la fortaleza

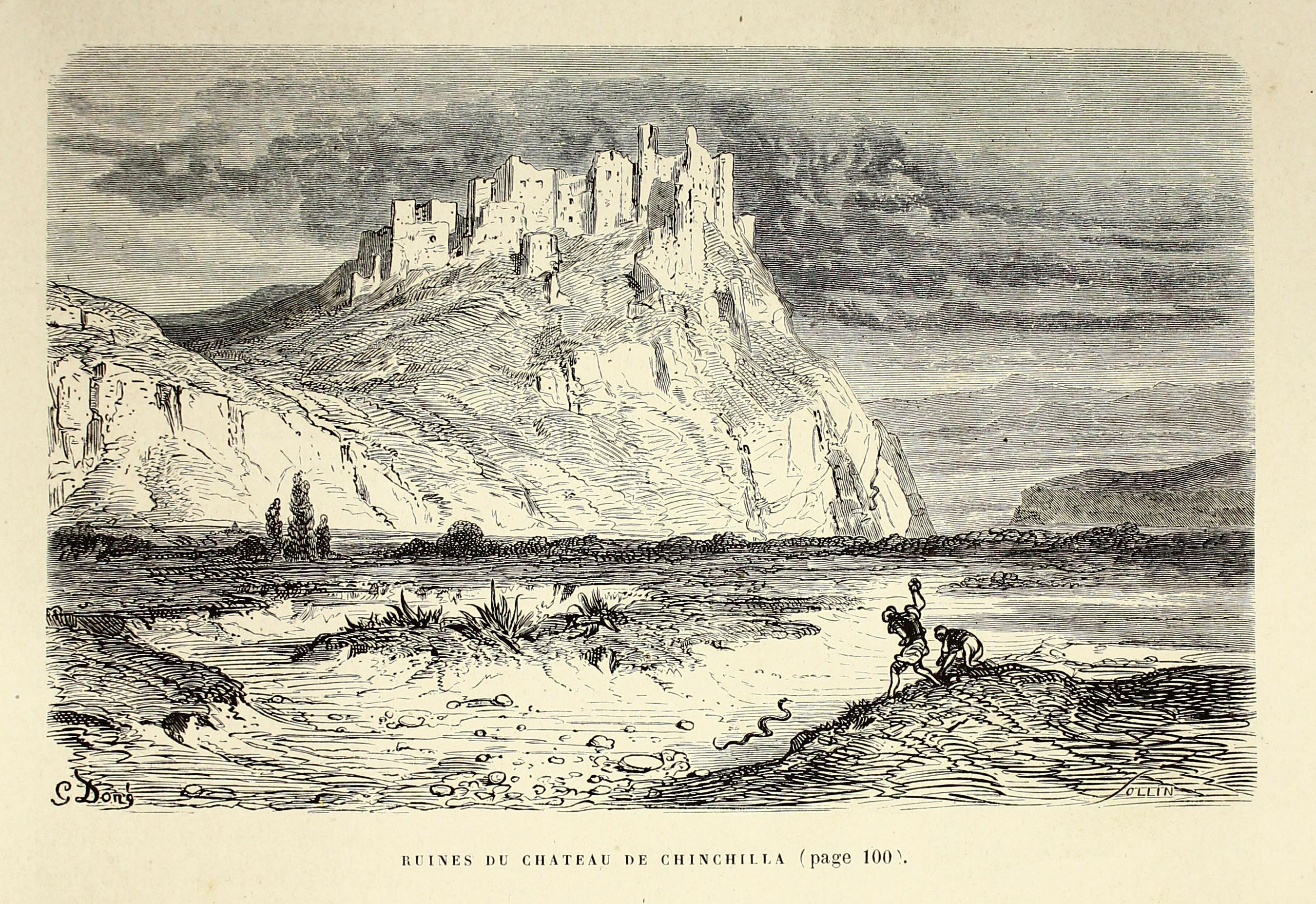
Ruinas del castillo en el siglo, por Gustave Doré

El origen del conjunto es muy antiguo, ya que sobre los cimientos romanos se han encontrado restos de murallas godas, árabes y cristianas, siendo la remodelación de estos últimos ordenada por el infante don Juan Manuel, señor y príncipe de Villena. A mediados del siglo XV el castillo fue restaurado por don Juan Pacheco, I marqués de Villena. 
Durante casi tres siglos, la fortaleza fue usada como prisión, motivo por el cual presenta su actual forma. Aquella prisión albergó históricos personajes como César Borja, al que se le atribuyó el asesinato de su hermano, el duque de Gandía.
Sirvió de cuartel durante la guerra de sucesión española y para las tropas napoleónicas durante la guerra de la Independencia Española.
Está construido en piedra, empleándose mampostería en los muros, y sillar en las zonas más representativas, etc.
El castillo cuenta con iluminación con tecnología led que permite variar el color según el día o la fecha conmemorativa de cualquier acontecimiento, así como combinar varios colores a la vez. Esta iluminación es visible a gran distancia y desde la capital albaceteña.